# Eduard Gerlich
Pour les articles homonymes, voir Gerlich.
Eduard Gerlich est un ingénieur autrichien, professeur à l'École polytechnique fédérale de Zurich, né à Odry, en Silésie autrichienne, le 3 février 1836, et mort à Zurich le 14 octobre 1904 .

## Biographie
Il a d'abord été l'élève de la Technischen Hochschule de Vienne.
Il est ingénieur durant dix ans sur les chantiers ferroviaires de l'empire autrichien.
En 1875, il est ingénieur en chef adjoint de Konrad Wilhelm Hellwag, puis de son successeur Gustave Bridel, pour la construction du chemin de fer du Gothard. Il y a rédigé les normes et les contrats pour la construction du chemin de fer et le tunnel. Il a été brièvement l'inspecteur de cette ligne, à sa mise en service.
En 1882, après la mort de Karl Culmann, son cours à l'École polytechnique fédérale de Zurich est partagé entre Wilhelm Ritter pour la statique graphique et la construction des ponts, et Eduard Gerlich pour le cours de construction et d'exploitation des chemins de fer qu'il a assuré jusqu'en 1903.
Membre d'honneur en 1882 de la Société des anciens polytechniciens (de Zurich), membre du comité central de la Société suisse des ingénieurs et des architectes

## Publications
- Construction du chemin de fer du Gothard, dans Die Eisenbahn, volume XVI, 1881
- Notice sur le chemin de fer du Gothard, (traduction de l'article précédent par H. Verrey) dans Bulletin de la Société vaudoise des ingénieurs et des architectes, volume 8, 1882, p. 24-30, 33-37 avec 2 planches (lire en ligne)

## Hommage
- La rue Gerlichgasse à Vienne a été nommée en hommage à Eduard Gerlich en 1966[3].

## Source
- (de) Cet article est partiellement ou en totalité issu de l’article de Wikipédia en allemand intitulé « Eduard Gerlich » (voir la liste des auteurs).